# Liste des épisodes de Yo-kai Watch
Cet article présente la liste des épisodes de la série d'animation japonaise Yo-kai Watch.

## Liste des épisodes

### Saison 1 (2014-2016)
| No | Titre français                                                     | Titre japonais             | Titre japonais                         | Date de 1re diffusion         |
| No | Titre français                                                     | Kanji                      | Rōmaji                                 | Date de 1re diffusion         |
| --- | ------------------------------------------------------------------ | -------------------------- | -------------------------------------- | ----------------------------- |
| 1 | Les Yo-kai sont réels !                                            | 妖怪がいる!                | Yōkai ga Iru!                          | 8 janvier 2014 11 avril 2016  |
| Nathan Adams, un jeune garçon normal, chasse des insectes avec ses amis, dans la forêt. Mais quand il en trouve nfin un, ses amis se moquent de lui. Il décide donc de s'enfoncer dans les bois et se trouve alors dans un lieu désert. Il y remarque d'ailleurs un Gashapon. Nathan en prend une et Whisper, un Yo-kai fantôme, en sort. Il explique qu'il a longuement été enfermé mais Nathan ne semble pas intéressé par cela. Le Yo-kai décide de devenir son « majordome Yo-kai » et il suit Nathan rentrer chez lui. Celui-ci interrompt d'ailleurs une étrange dispute entre ses parents. Whisper lui annonce que c'est la faute d'un Yo-kai, mais Nathan n'en voit pas. Whisper lui donne alors une Yo-kai Watch, une montre très spéciale. En faisant briller une lumière intégrée dans l'objet, Nathan révèle un énorme Yo-kai violet, Lulugubre. Celle-ci leur raconte qu'elle est déprimée à cause de son mari qui paraît ne plus l'aimer. Alors, Jojojoyeux, son mari, débarque et en réconfortant sa femme, il fait revenir la joie et l'entente dans la maison de Nathan. |                                                                    |                            |                                        |                               |
| 2 | Le Carrefour de la Frousse                                         | 恐怖の交差点               | Kyōfu no Kōsaten                       | 8 janvier 2014 11 avril 2016  |
| Des choses étranges se passent à une intersection de la ville. Les gens marchent devant les voitures qui accélèrent et les voitures s'arrêtent la dernière seconde et ne frappent pas la personne. Après que Whisper en ait entendu parler, il déclare qu'un Yo-kai doit inspirer l'endroit. Après avoir encouragé Nathan à trouver le coupable, les deux découvrent que les événements sont provoqués par Jibanyan, un chat Yo-kai qui possède des gens et frappe ensuite les camions pour les faire arrêter. Jibanyan explique qu'avant, il était un chat heureux avec sa maîtresse, Amélie. Mais il est mort, écrasé par un camion, ayant comme dernier souvenir d'Amélie, les mots « Quel crétin ! » qui lui était attribué. Alors, pour l'impressionner, il fait cela sur la route. Mais comme il se sent seul, Nathan et Jibanyan décident de devenir amis. |                                                                    |                            |                                        |                               |
| 3 | Celui dans l'eau                                                   | 超有名なアイツ             | Chōyūmei na Aitsu                      | 22 janvier 2014 12 avril 2016 |
| Afin d'en apprendre plus sur les Yo-kai, Nathan et Whisper se rendent près d'un cours d'eau où roderait un kappa. Ils aperçoivent alors ce qui semblent être un "chapeau" de kappa, mais ne remarquent pas le Yo-kai Kappacap qui sort de l'eau. Soudain, un coursier s'arrête et ramasse ce qui paraissait être un chapeau de kappa mais se trouve être une assiette. Mais le monsieur lance sans le vouloir l'assiette vers le haut et celle-ci tombe sur la tête du livreur qui prend alors une allure de kappa. Nathan, Whisper et le coursier rigolent tandis que Kappacap ne se fait toujours pas remarquer |                                                                    |                            |                                        |                               |
| 4 | Pourquoi tu as dit ça ?                                            | なんでそれ言っちゃうの！？ | Nande Sore Itchau no!?                 | 22 janvier 2014 12 avril 2016 |
| Ça a sonné dans l'école de Granval, Nathan ne peut plus se retenir et se dépêche d'aller aux toilettes. Quand il en sort, Katie Forester passe à côté et remarque une odeur infecte. Alors, elle fait remarquer à la classe que Nathan a fait une grosse commission ce qui l'embarrasse énormément ! Mais c'est en fait Toutouïe, un Yo-kai, qui lui fait révéler cet immonde secret. Quand Nathan décide de poursuivre le Yo-kai, celui-ci fui et sème le désordre dans la ville. Nathan invoque donc Jibanyan, mais Toutouïe l'envoûte et Jibanyan qui révèle ses plus gros secrets s'en va en pleurant. Nathan appelle alors Kappacap. Il se fait aussi envoûter par Toutouïe, mais ses secrets ne sont pas les plus intéressants et Toutouïe s'épuise et finit par donner son médailloYo-kai. |                                                                    |                            |                                        |                               |
| 5 | Le Secret de Katie                                                 | レアなアイツ               | Rea na Aitsu                           | 8 janvier 2014 11 avril 2016  |
| Le lendemain, Katie semble très triste. Nathan s'inquiète et invoque Toutouïe pour savoir ce qui la tracasse. Katie a en fait, juste pas eu 100/100 au dernier contrôle. Même si cela ne paraît pas grave, Katie est tout de même désespérée. Alors, Nathan décide de laisser Toutouïe pour que son amie révèle sa nouvelle à sa mère sans problème. Celle-ci n'a d'ailleurs pas l'air embarrassée par les résultats de sa fille et Katie redevient joyeuse. |                                                                    |                            |                                        |                               |
| 6 | Celui qui est rare                                                 | 妖怪 じんめん犬            | Yōkai Jinmenken                        | 22 janvier 2014 13 avril 2016 |
| Whisper explique à Nathan que certains Yo-kai peuvent être très rare, comme Noko, qui aurait une allure de serpent. C'est alors qu'un Noko apparaît, puis plusieurs. Mais Whisper est retourné et ne le voit pas. Alors, quand Whisper se retourne, les Noko disparaissent et il ne croit alors pas Nathan quand il lui dit qu'il voit de multiples Noko. Celui-ci finit d'ailleurs par lui donner son médaillon. |                                                                    |                            |                                        |                               |
| 7 | Yo-kai Corniot                                                     | 妖怪 じんめん犬            | Yōkai Jinmenken                        | 22 janvier 2014 13 avril 2016 |
| Une terrifiante rumeur circule. Des personnes dont Katie, croisent un « CVH », « Chien à Visage Humain ». Pour son amie, Nathan décide de trouver ce « CVH », qui lui semble être un Yo-kai. Mais quand le « CVH », qui n'est autre que le Yo-kai Corniot lui apparaît, il semble triste. Il lui raconte qu'auparavant, il était un homme qui travaillait dur dans un bureau. Mais, un jour, il fut licencié, et rempli de chagrin, il finit dans une sombre ruelle où un tas de planches lui tomba sur sa tête et celle d'un chien. Depuis ce jour, il est un Yo-kai. Dans sa nouvelle peau, Corniot pensait commencer une nouvelle vie passionnante, mais quand les personnes le voient, elles fuient. Alors Corniot reste seul. Mais la police le trouve ensuite à errer seul sans les rues et l'emmènent dans leur voiture de police, après que Corniot puisse donner son médaillon à Nathan. |                                                                    |                            |                                        |                               |
| 8 | Loubarbare est dans la place                                       | てめーもグレるりん!        | Temē Gurerurin!, "It's You Gurerulin!" | 8 janvier 2014 11 avril 2016  |
| Matt, l'ami de Nathan se tient bizarrement, et a une allure de rebel. Nathan soupçonne un Yo-kai qui n'est autre que Loubarbare. Nathan invoque donc Jibanyan, mais cela aggrave et les choses car Jibanyan est transformé par Loubarbare en Bandinyan. Alors, Nathan appelle Corniot, mais il est apeuré par Loubarbare. Mais quand Nathan lui témoigne son réel besoin, Corniot passe à l'action et les 2 Yo-kai se battent. Finalement, ils sont épuisés et deviennent amis. Quant à Matt, il redevient normal. |                                                                    |                            |                                        |                               |
| 9 | Yo-kai Corniot partie 2                                            | 妖怪 じんめん犬 Ｐａｒｔ２ | Yōkai Jinmenken Pāto Tsū               | 8 janvier 2014 11 avril 2016  |
| Corniot est en prison. Il réfléchit à un nouveau travail qu'il pourrait avoir. |                                                                    |                            |                                        |                               |
| 10 | Le Médallium des Yo-kai                                            | 妖怪大辞典                 | Yōkai Dai-jiten                        | 29 janvier 2014 14 avril 2016 |
| La chambre de Nathan ressemble à un gros débarras. Pour qu'il range ses médaillon Yo-kai, Whisper lui donne le médallium des Yo-kai, un livre où il pourra ranger ses médaillons. |                                                                    |                            |                                        |                               |
| 11 | Yo-kai Granpapéti                                                  | 妖怪 ひも爺                | Yōkai Himojii                          | 29 janvier 2014 14 avril 2016 |
| Nathan interrompt Katie qui mange un hot-dog géant. Alors, elle essaye d'éviter le sujet. Nathan pense alors qu'un Yo-kai envoûte les gens qui entrent dans une supérette. Nathan rencontre donc Granpapéti et lui demande pourquoi envoûte-t-il cette supérette. Mais le Yo-kai s'endort toutes les 10 secondes et Nathan invoque Toutouïe. Granpapéti raconte donc qu'avant, il venait dans la même supérette avec sa fille. Mais plus elle grandissait, moins elle passait de temps avec lui. Alors, elle a fini par lui manquer, mais il a fini par mourir. Dans son cœur, il croit alors qu'elle pourrait repasser par ici et qu'il pourrait la revoir. Whisper lui dit franchement qu'il ne peut rester ici, alors Granpapéti s'en va en croisant sa fille, qui discute avec une amie de la même histoire. Ainsi, Granpapéti donne son médaillon et disparaît. |                                                                    |                            |                                        |                               |
| 12 | Yo-kai Chaipô                                                      | 妖怪 わすれん帽            | Yōkai Wasurenbō                        | 29 janvier 2014 14 avril 2016 |
| À l'école, la mère de Balaise embarrasse bien son fils quand elle lui ramène des affaires qu'il a oublié, mais il n'est pas le seul à avoir été dans la lune ce matin. Katie oublie sa trousse, Matt toutes ses affaires, Nathan son cartable, et le professeur est en pyjama. Nathan prend alors sa Yo-kai Watch et il aperçoit Chaipo, un Yo-kai qui se nourrit de la mémoire des personnes. Plus tard, le professeur annonce qu'il feront un contrôle mais Nathan n'a pas revisé et il utilise Chaipo. Ainsi, le professeur de Nathan a oublié et les fait travailler comme d'habitude. Mais Nathan se sent coupable d'avoir en quelque sorte tricher. Chaipo se met alors en colère et Nathan décide d'invoquer Jibanyan. Mais c'est Corniot qu'il invoque et Chaipo l'envoûte. Soudain, Chaipo se sent mal car les souvenirs sont si répugnants et il s'excuse auprès de Nathan. Ainsi, ils deviennent amis. |                                                                    |                            |                                        |                               |
| 13 | Manjimutt : Part 3 (à traduire)                                    | じんめん犬 Ｐａｒｔ3       | Jinmenken Pāto Surī Part. 3            | 29 janvier 2014 14 avril 2016 |
| Corniot décide de devenir coiffeur mais seuls des chiens se présentent dans son salon. Alors, pour rencontrer des femmes, il décide de devenir photographe de mode. |                                                                    |                            |                                        |                               |
| 14 | Manjimutt : Part 4 (à traduire)                                    | じんめん犬 Ｐａｒｔ 4      | Jinmenken Pāto Fō Part. 4              | 5 février 2014 15 avril 2016  |
| Corniot lance sa carrière de photographe de mode, mais il n'est pas le vrai photographe qui devait photographier une dame. Alors, il est emmené par la police. |                                                                    |                            |                                        |                               |
| 15 | Yo-kai Hiblusion                                                   | 妖怪 まぼ老師              | Yōkai Maborōshi                        | 5 février 2014 15 avril 2016  |
| 16 | Leçon d'exorcisme                                                  | おはらいしよう!            | Oharai Shiyō!                          | 5 février 2014 15 avril 2016  |
| 17 | Yo-kai Feulion                                                     |                            |                                        | 2014 2016                     |
| 18 | Yo-kai Nihilistik                                                  |                            |                                        | 2014 2016                     |
| 19 | La Soirée Pyjama                                                   |                            |                                        | 2014 2016                     |
| 20 | L'Arrivée de Komasan                                               |                            |                                        | 2014 2016                     |
| 21 | Yo-kai Pachycoul                                                   |                            |                                        | 2014 2016                     |
| 22 | L'Arrivée de Komajiro                                              |                            |                                        | 2014 2016                     |
| 23 | Yo-kai Cigalopin                                                   |                            |                                        | 2014 2016                     |
| 24 | Robonyan Activé !                                                  |                            |                                        | 2014 2016                     |
| 25 | La Vie urbaine                                                     |                            |                                        | 2014 2016                     |
| 26 | Yo-kai Flamente                                                    |                            |                                        | 2014 2016                     |
| 27 | La Légende de Shogunyan                                            |                            |                                        | 2014 2016                     |
| 28 | Le Tourniquet                                                      |                            |                                        | 2014 2016                     |
| 29 | Yo-kai Claquille                                                   |                            |                                        | 2014 2016                     |
| 30 | Yo-kai Nanpart                                                     |                            |                                        | 2014 2016                     |
| 31 | Corniot, le chien se fait la malle (épisode 1)                     |                            |                                        | 2014 2016                     |
| 32 | Cache-oreilles                                                     |                            |                                        | 2014 2016                     |
| 33 | Yo-kai Pégaz                                                       |                            |                                        | 2014 2016                     |
| 34 | Cache-oreilles                                                     |                            |                                        | 2014 2016                     |
| 35 | Popotte pas chère                                                  |                            |                                        | 2014 2016                     |
| 36 | Yo-kai Blablara                                                    |                            |                                        | 2014 2016                     |
| 37 | Les Yo-kai danseurs                                                |                            |                                        | 2014 2016                     |
| 38 | Corniot, le chien se fait la malle (épisode 2)                     |                            |                                        | 2014 2016                     |
| 39 | Le Plancher magique                                                |                            |                                        | 2014 2016                     |
| 40 | Yo-kai Squarlett & Yo-kai Marcognito                               |                            |                                        | 2014 2016                     |
| 41 | Corniot, le chien se fait la malle (épisode 3)                     |                            |                                        | 2014 2016                     |
| 42 | Corniot, le chien se fait la malle (épisode 3)                     |                            |                                        | 2014 2016                     |
| 43 | DJ Koji                                                            |                            |                                        | 2014 2016                     |
| 44 | Yo-kai Crocho                                                      |                            |                                        | 2014 2016                     |
| 45 | Yo-kai Jacquasseur                                                 |                            |                                        | 2014 2016                     |
| 46 | Corniot, le chien se fait la malle (épisode 4)                     |                            |                                        | 2014 2016                     |
| 47 | Yo-kai Vitapillon                                                  |                            |                                        | 2014 2016                     |
| 48 | Yo-kai Vitapillon                                                  |                            |                                        | 2014 2016                     |
| 49 | Mon frère est cool                                                 |                            |                                        | 2014 2016                     |
| 50 | Corniot, le chien se fait la malle (épisode 5)                     |                            |                                        | 2014 2016                     |
| 51 | L'Ascension de Komasan (épisode 1)                                 |                            |                                        | 2014 2016                     |
| 52 | Yo-kai Vipérâle                                                    |                            |                                        | 2014 2016                     |
| 53 | Yo-kai Pioubidou                                                   |                            |                                        | 2014 2016                     |
| 54 | Corniot, le chien se fait la malle (épisode 6)                     |                            |                                        | 2014 2016                     |
| 55 | Kyubi : Opération Coeur Brisé                                      |                            |                                        | 2014 2016                     |
| 56 | Yo-kai Gargaros                                                    |                            |                                        | 2014 2016                     |
| 57 | L'Ascension de Komasan (épisode 2)                                 |                            |                                        | 2014 2016                     |
| 58 | L'Ascension de Komasan (épisode 3)                                 |                            |                                        | 2014 2016                     |
| 59 | Yo-kai Baku                                                        |                            |                                        | 2014 2016                     |
| 60 | Kyubi : Opération Parc d'Attractions                               |                            |                                        | 2014 2016                     |
| 61 | La Légende de Cabotin                                              |                            |                                        | 2014 2016                     |
| 62 | L'Ascension de Komasan (épisode 4)                                 |                            |                                        | 2014 2016                     |
| 63 | Yo-kai Papa Ress                                                   |                            |                                        | 2014 2016                     |
| 64 | Yo-kai Insomnelle                                                  |                            |                                        | 2014 2016                     |
| 65 | Komasan est amoureux (épisode 1)                                   |                            |                                        | 2014 2016                     |
| 66 | Komasan est amoureux (épisode 2)                                   |                            |                                        | 2014 2016                     |
| 67 | Yo-kai Matchou                                                     |                            |                                        | 2014 2016                     |
| 68 | Yo-kai Tortico et Tendino                                          |                            |                                        | 2014 2016                     |
| 69 | Komasan est amoureux (épisode 3)                                   |                            |                                        | 2014 2016                     |
| 70 | Yo-kai Pikor                                                       |                            |                                        | 2014 2016                     |
| 71 | Yo-kai B3-NK1                                                      |                            |                                        | 2014 2016                     |
| 72 | Komasan est amoureux (épisode 4)                                   |                            |                                        | 2014 2016                     |
| 73 | Yo-kai Tengubre                                                    |                            |                                        | 2014 2016                     |
| 74 | Le Vrai                                                            |                            |                                        | 2014 2016                     |
| 75 | Le Secret de Jibanyan                                              |                            |                                        | 2014 2016                     |
| 76-78 | Yo-kai Espi / Yo-kai Chiperpiou / Komasan est amoureux (épisode 5) |                            |                                        | 2014 2016                     |

### Saison 2 (2015-2016)
| No | Titre français | Titre japonais | Titre japonais | Date de 1re diffusion |
| No | Titre français | Kanji          | Rōmaji         | Date de 1re diffusion |
| -- | --- | -------------- | -------------- | --------------------- |
| 1  | La Nouvelle Yo-kai Watch / Le Grand déballage                                                                                               |                |                |                       |
| 2  | L'arrivée des Yo-kai classiques / Un peu d'exorcisme ! (Encore) / Sont-ils vraiment cools ?                                                 |                |                |                       |
| 3  | Yo-kai, police d'Etat : Le visiteur indélicat / Yo-kai Suinthan / Yo-kai Pleurapluie                                                        |                |                |                       |
| 4  | Yo-kai, police d'État : La Rançon / Yo-kai Woko / Yo-kai Trodésolé                                                                          |                |                |                       |
| 5  | Le Voyage vers l'ouest |                |                |                       |
| 6  | La Salle d'Interrogatoire (Yo-kai, police d'Etat_épisode 1) / Yo-kai Rugis / Le match des Yo-kai cool                                       |                |                |                       |
| 7  | La Surveillance (Yo-kai, police d'Etat_épisode 2) / Yo-kai Pépésbrouf / Lequel est le vrai ?                                                |                |                |                       |
| 8  | La Surveillance (Yo-kai, police d'État, épisode 2) / Yo-kai Vénaldo                                                                         |                |                |                       |
| 9  | Titanic Des Caraïbes / Yo-Kai Crampaud |                |                |                       |
| 10 | Coach Antonic / Yo-Kai Anghihihille |                |                |                       |
| 11 | Les jeux impossibles / Le Grand final (Yo-kai, Police d'État, épisode 4)                                                                    |                |                |                       |
| 12 | La Guerre de la grignote / Yo-kai Valetino / Ragoût (La Cantine des gourmets, épisode 1)                                                    |                |                |                       |
| 13 | La Crème au caramel (La Cantine des gourmets, épisode 2) / Yo-kai Mythovni / Yo-kai Déballerine                                             |                |                |                       |
| 14 | Yo-kai Comte Zapzap / Le Beignet (La Cantine des gourmets, épisode 3)                                                                       |                |                |                       |
| 14 | Le Poulet grillé (La Cantine des gourmets, épisode 4) / Yo-kai Pitou / Yo-kai Gloups                                                        |                |                |                       |
| 15 | L'Horreur de Dracunyan |                |                |                       |
| 16 | Le Professeur Déconne et le manoir mystérieux                                                                                               |                |                |                       |
| 17 | En ballade avec monsieur Grinchat - leçon 1 : c'est l'heure de la leçon ! / Yo-kai Humainequin / Yo-kai Narinos                             |                |                |                       |
| 18 | En ballade avec monsieur Grinchat - leçon 2 : il ne se laisse pas marcher sur les pieds / Un Problème épi...nyan / Yo-kai Félipaix          |                |                |                       |
| 19 | En ballade avec monsieur Grinchat - leçon 3 : café glacé / Yo-kai Ivanupieds / La Légende de Savantard                                      |                |                |                       |
| 20 | Yo-kai Whispavret |                |                |                       |
| 21 | En balade avec monsieur Grinchat - leçon 4 : Une Interro ? Chaipô / Le Yo-kai Pad perdu / Les bulletins de notes des Yo-kai !               |                |                |                       |
| 22 | Le Noël des Yo-kai / Les Frères Noël / Yo-kai Ratatam                                                                                       |                |                |                       |
| 23 | En ballade avec monsieur Grinchat - leçon 5 : la remise des diplômes / La Guerre du ménage / La Traque (La Revanche d'Octorgone, épisode 1) |                |                |                       |
| 24 | Dans le camp ennemi (La Revanche d'Octorgone, épisode 2) / Yo-kai Pandanoko / Yo-kai Toumou                                                 |                |                |                       |
| 25 | L'Armée démoniaque (La Revanche d'Octorgone, épisode 3) / Yo-kai Sabruine et Sabrille / Yo-kai Traviolette                                  |                |                |                       |
| 26 | Jiganyan (La revanche d'Octorgone_épisode 4) / Yo-kai Misterre                                                                              |                |                |                       |
| 27 | Le Petit Théâtre de la vieille dame rêveuse (Épisode 1) / Yo-kai Grolos / Yo-kai Poil-Émile                                                 |                |                |                       |
| 28 | Le petit Théâtre de la vieille dame rêveuse (Épisode 2) / Pour l'amour et le chocolat                                                       |                |                |                       |
| 29 | Le petit Théâtre de la vieille dame rêveuse (Épisode 3) / Yo-kai Amoiz / Yo-kai Chihuaglagla                                                |                |                |                       |
| 29 | Le petit Théâtre de la vieille dame rêveuse (Épisode 4) / Yo-kai Bababou / Yo-kai Barbefrousse                                              |                |                |                       |
| 30 | Yo-kai Chip-Chope / Yo-kai Sale de Bain / La grande expédition du Kapitaine Komasan (Épisode 1)                                             |                |                |                       |
| 31 | La Grande expédition du Kapitaine Komasan (Épisode 2) / Yo-kai Maître Oden / Yo-kai Suspicioni                                              |                |                |                       |
| 32 | La Grande expédition du Kapitaine Komasan (Épisode 3) / La Vie Dérangeante d'Ornella / Yo-kai Vipètesec                                     |                |                |                       |
| 33 | La Grande expédition du Kapitaine Komasan (Épisode 4) / Yo-kai Pachypipi / Yo-kai Couchtar                                                  |                |                |                       |
| 34 | La grande expédition du Kapitaine Komasan (Épisode 5) / Coach Antonic Met Le Feu / Yo-kai Étassivilia                                       |                |                |                       |
| 35 | La Grande expédition du Kapitaine Komasan (Épisode 6) / Yo-kai d'Avril / Yo-kai Fouétar                                                     |                |                |                       |
| 36 | La Grande expédition du Kapitaine Komasan (Épisode 7) / Yo-kai Frérosse / Yo-kai Gagalurin                                                  |                |                |                       |
| 37 | La Grande expédition du Kapitaine Komasan - Le grand final / Yo-kai Méphito                                                                 |                |                |                       |
| 38 | Lulutin irritable / Yo-kai Marra / Une journée de chien                                                                                     |                |                |                       |
| 39 | Sergent Lulutin / Le valet Yo-kai de Katie                                                                                                  |                |                |                       |
| 40 | Lulutin lunatique / Yo-kai Nimpégase / Faux-Nathan                                                                                          |                |                |                       |
| 41 | Lulutin Novice / Yo-kai Onisoi / Yo-kai Cenridion                                                                                           |                |                |                       |
| 42 | Lulutin Novice - Le Jour de l'examen / Yo-kai Jalouseriz / Le secret de Chauvekipeut                                                        |                |                |                       |
| 43 | Yo-kai Vénaldo / Yo-kai Pardomino / Yo-kai Égare-dare                                                                                       |                |                |                       |
| 44 | Yo-kai Scoltine / Yo-kai Sirénée / Yo-kai Hémorhino                                                                                         |                |                |                       |
| 45 | Testé et approuvé par un campagnard ! - Le Magasin d'électronique / Robonyan... F !                                                         |                |                |                       |
| 46 | Testé et approuvé par un campagnard ! - Le Restaurant de nouilles / Yo-kai Inisquale / Yo-kai Bonneto                                       |                |                |                       |
| 47 | Testé et approuvé par un campagnard ! - La Salle de sport / Yo-kai Babarouf / La Folie de Woko                                              |                |                |                       |

### Saison 3 (2017-2018)
| No | Titre français | Titre japonais | Titre japonais | Date de 1re diffusion |
| No | Titre français | Kanji          | Rōmaji         | Date de 1re diffusion |
| -- | --- | -------------- | -------------- | --------------------- |
| 1  | Usapyon est là ! |                |                |                       |
| 2  | La nouvelle Yo-kai Watch ! / Ariane et Usapyon fabriquent une fusée !, épisode 1 : Le Réacteur ! |                |                |                       |
| 3  | Testé et Approuvé par un Campagnard ! La Première Fois au Salon de Massage / L'été, la mer et les Yo-kai : Loubarbare / L'été, la mer et les Yo-kai : Ressak                                                                |                |                |                       |
| 4  | Testé et Approuvé par un Campagnard ! Le Premier Cours de Poterie / Ariane et Usapyon fabriquent une fusée ! Épisode 2 : La Pile à Combustible ! / La dimension de la super-frousse : L'ombre qui se terre dans l'obscurité |                |                |                       |

1. Cigalopin va à un concert ! / Coléroptère face à Scatcheur / Yo-kai Cho-Cho
2. Le fabuleux Rêve de Nathan / Yo-kai Mochimacho / Yo-kai Gastong
3. Faire les courses, c'est mission top secret ! / Ariane et Usapyon fabriquent une fusée ! Épisode 3, Le Système de Refroidissement ! / Le Taxi de Komasan - Corniot à bord
4. Yo-kai Grattoptère / Pachycoul à la piscine ! / Les vacances d'été de Jibanyan
5. Ariane et Usapyon fabriquent une fusée ! Épisode 4 : Le Système de Sécurité ! / Yo-kai : Fanfanfaron / Le Taxi de Komasan - Robonyan à bord
6. Yo-kai Parantonn / Rugis et Pégaz / Le Taxi de Komasan - Savantard à bord
7. Yo-kai Timidémon / Yo-kai Esprechiot / Ariane et Usapyon fabriquent une fusée ! Épisode 5, Le Cerveau !
8. Le jour du décollage de la fusée / Ari-Usa, Détectives de l'Étrange ! AFFAIRE N°1 : Meurtres en série de Yo-kai à base de riz.
9. Ari-Usa, Détectives de l'Étrange ! AFFAIRE N°2 : L'affaire du gobage de glaces à l'italienne. / Yo-kai Charivari / Yo-kai Bon-Huiii
10. Papana Split / Yo-kai Iventouse / Le taxi de Komasan - Dracunyan à bord
11. Tout le monde chante ! Le grand concours de chant Yo-kai !
12. Ari-Usa, Détectives de l’étrange ! AFFAIRE N° 3 : Crimes en série de Yo-kai télécommandes / Yo-kai Outranss / Yo-Kai Rengénaël
13. Ari-Usa, détectives de l’étrange ! AFFAIRE N° 4 : Crimes en série de Yo-kai insipides / Momonyan et ses trois acolytes / La fête d'Halloween des Yo-kai classiques !
14. Ari-Usa, détectives de l’étrange ! AFFAIRE N° 5 : Crimes en série les doigts dans le nez / Yo-kai Ébobby / Shogunyan veux couper net !
15. Koma le survivant (épisode 1) / Ari-Usa, détectives de l’étrange ! AFFAIRE N°6 : Crimes en série piquants / Yo-kai Rocky Badboya
16. Koma le survivant (épisode 2) / Yo-kai Flagesté / Ari-Usa, détectives de l’étrange face à Roublard de la Cambriole ! : Un trésor inestimable a disparu !
17. Koma le survivant (épisode 3) / Ari-Usa, détectives de l’étrange face à Roublard de la Cambriole ! : Le trésor rouge tant convoité ! / Yo-kai Tukappa
18. Plus d'électricité à Noël ! Mets à jour ta Yo-kai Watch !
19. Koma le survivant (épisode 4) / Ari-Usa, détectives de l’étrange face à Roublard de la Cambriole ! : Le miroir diabolique tant convoité ! / Yo-kai Wattson
20. Le secret de la naissance de Jibanyan !
21. Koma le survivant (épisode 5) / Ari-Usa, détectives de l’étrange face à Roublard de la Cambriole ! : L'habit légendaire tant convoité ! / Yo-kai Steuf
22. Des étrennes pour les Yo-kai / Koma le survivant (épisode 6) / Yo-kai Vasco de Gamiaou / Ari-Usa, détectives de l'étrange face à Roublard de la cambriole ! : L'habit plus blanc que neige tant convoité !
23. Koma le survivant (dernier épisode) / Prolifération de Claquilles / Yo-kai Volroulo
24. Ari-Usa, détectives de l'étrange face à Roublard de la cambriole ! : L'armure d'or tant convoitée et Roublard démasqué ! / Yo-kai Umilie / Yo-kai Escrocorico
25. En balade avec M. Grinchat : L' académie à la baguette / Les petits monstres : Ivanupieds explose / Yo-kai Tête de Lard
26. En balade avec M. Grinchat : le Collège Feu feu feu / Les petits monstres : Savantard sombre au pôle Sud / Yo-kai Piètros
27. En balade avec M. Grinchat : L'institut des Survivants / La Saint-Valentin d'Ariane / Yo-kai Zozoparleur
28. En balade avec M. Grinchat : Le collège des Joyeux drilles / Les petits monstres : Loubarbare part en fumée au soleil couchant / Yo-kai Boulet Frit
29. En balade avec M. Grinchat : L'École Matoussori / Les petits monstres : Valetino détone ! / Yo-kai Maudestique la domestique
30. En balade avec M. Grinchat : L'École des Parents terribles / Après l'école, on rentre avec son cartable ! / Les petits monstres : Déballerine sombre dans un océan de savoir
31. En balade avec M. Grinchat : L'académie l'estoc / Les petits monstres : Nihilistik et Flamente, un avenir désespérant / Yo-kai Big O'Max
32. En balade avec M. Grinchat : Le Collège du Chaos / Les petits monstres : Pulvérisé par les filles de fer ! / Yo-kai Céfasslopode
33. La soirée Yo-kai Hit Machine / Yo-kai Les Trois Royaumes
34. Les petits monstres : Cabotin hurle à l'Enfer des boules de riz ! / Yo-kai Toutournemal / Yo-kai Les Trois Royaumes II / Yo-kai Criquetif
35. Les petits monstres : Camaïeul flétri ! / Yo-kai Curryeux / Yo-kai Les Trois Royaumes III / Le taxi de Komasan - Whisper à bord
36. Les Yo-kai au travail : Les pompiers Yo-kai / Yo-kai Andrécup / Yo-kai Les Trois Royaumes IV
37. Les petits monstres : Namasté, Pioubidou s'éparpille ! / Les Yo-kai au travail : L' hôpital Yo-kai / Yo-kai Bobdruche / Yo-kai Les Trois Royaumes V
38. Papécolo/Les petits monstres - L'ultime défi des Yo-kai, le grand général prend part au combat ! - Les Yo-kai au travail - Les cascadeurs Yo-kai. - Yo-kai Les Trois Royaumes VI
39. Départ du Grand Prix Yo-kai !
40. Agence Ari-Usa, détectives de l'étrange ! Dossier N° 1 : Narinos. - Les Yo-kai au travail - Le personnel de bord Yo-kai. - Yo-kai Les Trois Royaumes VII
41. 45: Agence Ari-Usa, détectives de l'étrange ! Dossier N° 2 : Toutouïe. - Yo-kai : Tyragédie. - Les Yo-kai au travail - La crèche Yo-kai. - Yo-kai Les Trois Royaumes VIII
42. Agence Ari-Usa, détectives de l'étrange ! Dossier N° 3 : Feulion. - Yo-kai : Otto. - Les Yo-kai au travail - L'Aquarium Yo-kai. - Yo-kai Les Trois Royaumes IX
43. Agence Ari-Usa, détectives de l'étrange ! Dossier N° 4 : Jojojoyeux. - Yo-kai : Thépacap. - Les Yo-kai au travail - La police municipale Yo-kai. - Yo-kai Les Trois Royaumes - Dernier épisode
44. Agence Ari-Usa, détectives de l'étrange ! Dossier N° 5 : Loubarbare. - Yo-kai : Sinécureuil. - Les Yo-kai au travail - Le restaurant familial Yo-kai
45. Agence Ari-Usa, détectives de l'étrange ! Dossier N° 6 : Blizzaria.- Scientifiborg Y (partie 1) : L'Attaque. - Yo-kai : Werner Avif
46. Agence Ari-Usa, détectives de l'étrange ! Dossier N° 7 : Humainequin. - Yo-kai : Lescampette. - Scientifiborg Y (partie 2) : Irritation
47. Agence Ari-Usa, détectives de l'étrange ! Dossier N° 8 : Déballerine. - Yo-kai : Charlognard. - Scientifiborg Y (partie 3) : Punition
48. Agence Ari-Usa, détectives de l'étrange ! Dossier N° 9 : Bababou. - Yo-kai : Kay Mandeuse. - Scientifiborg Y (partie 4) : Isolement
49. Agence Ari-Usa, détectives de l'étrange ! Dossier N° 10 : Nanpart. - Yo-kai : Erzestine